# Loedelia mexicana
Loedelia mexicana là một loài bọ cánh cứng trong họ Cleridae. Loài này được Gahan miêu tả khoa học năm 1910.